# Гидростатическое взвешивание

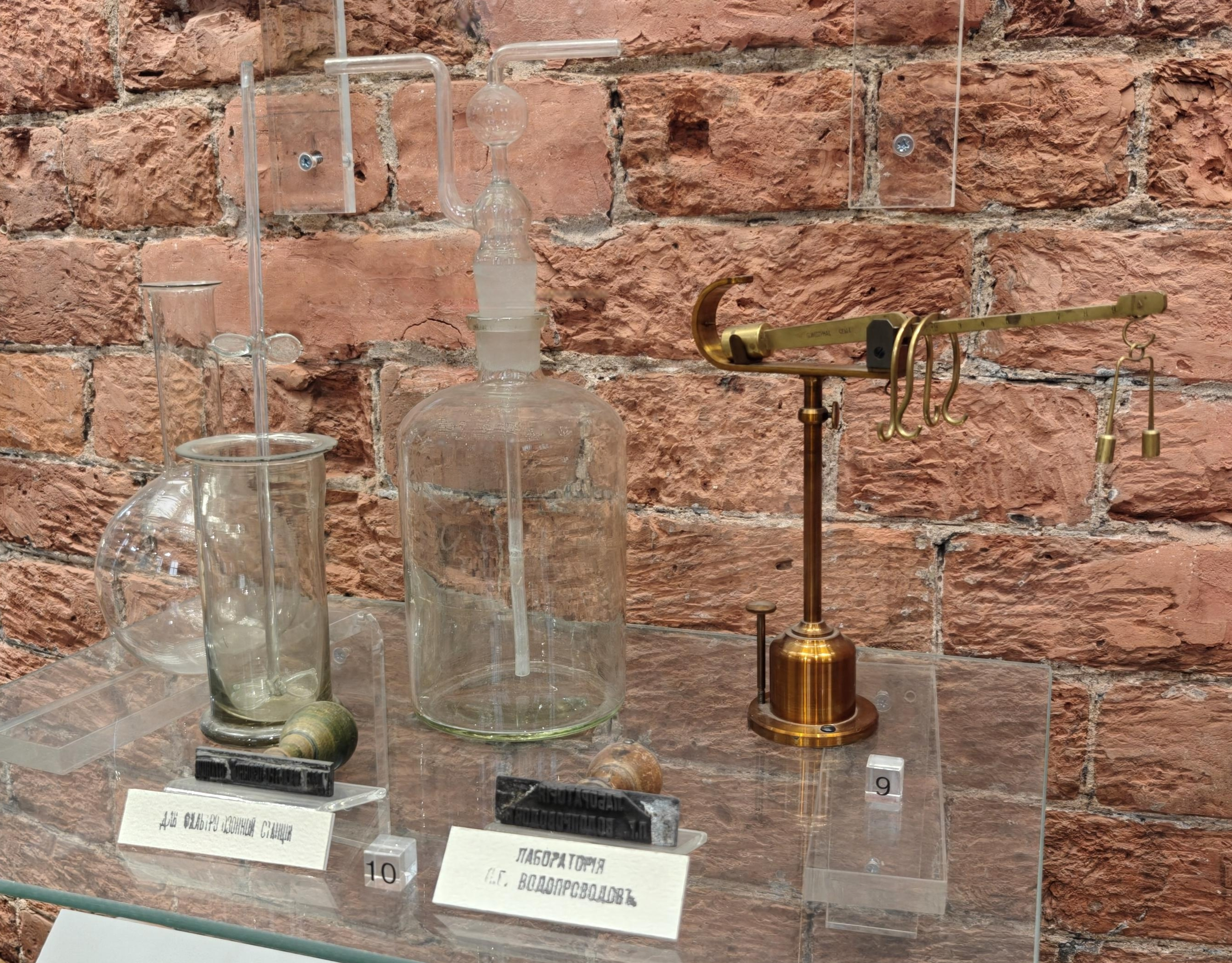
Весы Вестваля (Вестфаля)

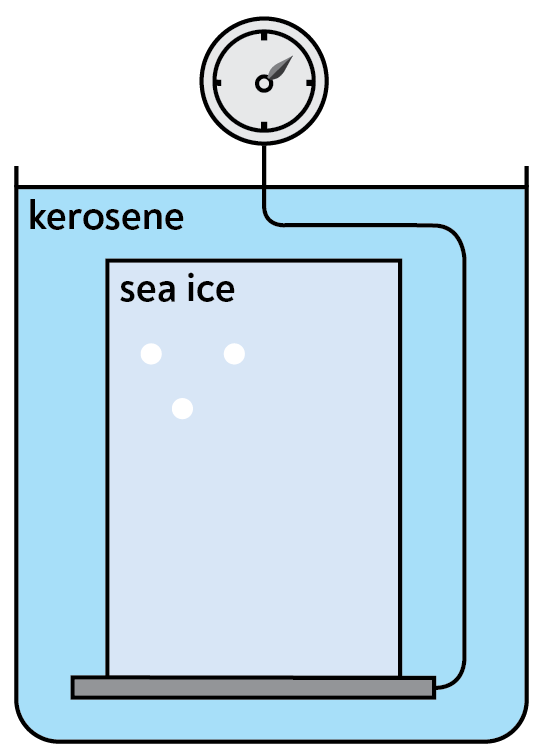
Измерение плотности морского льда методом гидростатического взвешивания в керосине

Гидростати́ческое взве́шивание — метод определения плотности, использующий закон Архимеда.

## Общие сведения
Определение плотности ({\displaystyle \rho _{1}}) методом гидростатического взвешивания осуществляют по результатам двух измерений массы исследуемого предмета. Сначала в воздушной среде, затем в жидкости, с известной собственной плотностью ({\displaystyle \rho _{2}}). Обычно в качестве жидкости используют воду, например, дистиллированную. Вода имеет максимальную плотность, равную 1 г/см3 при температуре +4 С и немного уменьшается при других температурах (0.995 при +30 С). Первое взвешивание позволяет определить массу предмета ({\displaystyle m_{1}}), а второе — массу ({\displaystyle m_{2}}) предмета в среде с известной плотностью. Второе взвешивание надо измерять на нити подвеса, а не на опоре ёмкости с жидкостью. По разности двух взвешиваний, вычисляется объём : {\displaystyle V={\frac {m_{1}-m_{2}}{\rho _{2}}}}.
Плотность исследуемого предмета вычисляется по формуле: {\displaystyle \rho _{1}={\frac {m_{1}}{V}}}
Метод гидростатического взвешивания широко используется в народном хозяйстве и является одним из стандартных способов определения плотности материалов.

### Некоторые особенности взвешивания
В зависимости от требуемой точности, гидростатическое взвешивание производят на различных весах, например, технических, аналитических, образцовых. При массовых измерениях используют менее точные весы, но обеспечивающие большую скорость, например, весы Мора, названные по имени сконструировавшего их в 1847 году, немецкого химика К. Ф. Мора (нем. K. F. Mohr). Используются также и современные, компьютеризированные и специально предназначенные для этой цели весы, рассчитывающие искомую плотность автоматически.

## Применение в здравоохранении
Гидростатическое взвешивание нашло применение в медицине с целью оценки жировой прослойки тела человека, что используется, к примеру, в диагностике ожирения. При этом важно правильно, на специальном оборудовании, определить остаточный объём лёгких, который может вносить искажения полученных данных. Величина жировой прослойки рассчитывается с применением стандартных методик.

## Применение для определения пробы ювелирных изделий
Гидростатическое взвешивание позволяет быстро и без повреждения ювелирного изделия определить его пробу.
Для определения пробы требуется взвесить ювелирное изделие и записать его вес m1. Затем, поставить на пустые весы стаканчик с водой и обнулить показание весов. Далее, следует аккуратно на ниточке опустить ювелирное изделие в воду так, чтобы оно находилось полностью в воде, но не касалось дна и стенок и снова записать показание весов m2. При делении m1 на m2 получится значение, которое, согласно таблице ниже, позволяет определить пробу ювелирного изделия.
| m1/m2       | проба | металл  |
| ----------- | ----- | ------- |
| 11,54-11,56 | 375   | золото  |
| 12,50-14,00 | 585   | золото  |
| 14,50-17,50 | 750   | золото  |
| 10,28       | 875   | серебро |
| 10,36       | 925   | серебро |

Например: при взвешивании золотого кольца весы показали его вес m1=2,171 гр. При взвешивании этого же кольца в воде весы показали m2=0,165 гр. При делении m1 на m2 получили 2,171/0,165=13,1. Согласно таблице перед нами кольцо 585 пробы.
Следует заметить, что данный метод не сработает с полыми изделиями или изделиями состоящими из нескольких материалов (например, кольцо с драгоценным камнем).